# OGAE Second Chance Contest 1988
El II OGAE Second Chance Contest - OGAE SCC 1988 (Concurso OGAE Segunda Oportunidad) se llevó a cabo en Östersund, Suecia y contó con la participación de diez países. Dinamarca, Finlandia, Alemania, Grecia, Irlanda e Israel hicieron su debut en esta segunda edición a la que cada país envió una canción que no ganó su final nacional para el Festival de la Canción de Eurovisión de 1988. Suecia ganó nuevamente con la canción «Om igen» de Lena Philipsson que quedó en segundo lugar en la selección nacional sueca, Melodifestivalen 1988. El segundo lugar de esta edición fue para Finlandia, mientras que Países Bajos ocupó el tercer lugar.

## Resultado Final
| N.º | País         | Intérprete     | Canción                   | Lugar | Pts. |
| --- | ------------ | -------------- | ------------------------- | ----- | ---- |
| 01  | Grecia       | Elektra        | «Gia Sena Mono So»        | 10    | 19   |
| 02  | Alemania     | Ann Thomas     | «Regenbogenland»          | 8     | 23   |
| 03  | Reino Unido  | Two-Ché        | «This Is The Kiss»        | 9     | 22   |
| 04  | Países Bajos | Joni de Boer   | «Mijn Droom»              | 3     | 49   |
| 05  | Noruega      | Jan Teigan     | «Glasnost»                | 7     | 30   |
| 06  | Dinamarca    | SnapShot       | «Tid Til Lidt Kaerlighed» | 4     | 34   |
| 07  | Irlanda      | Liam Reilly    | «LifeLine»                | 6     | 31   |
| 08  | Suecia       | Lena Philipson | «Om Igen»                 | 1     | 63   |
| 09  | Israel       | Yardena Arazi  | «Hi Rokedet»              | 5     | 32   |
| 10  | Finlandia    | Helena Miller  | «Svart Och Vitt»          | 2     | 57   |

## Tabla de votaciones
| ......Participante..... | Pts. | Bandera de Grecia | Bandera de Alemania | Bandera del Reino Unido | Bandera de los Países Bajos | Bandera de Noruega | Bandera de Dinamarca | Bandera de Irlanda | Bandera de Suecia | Bandera de Israel | Bandera de Finlandia |
| ----------------------- | ---- | ----------------- | ------------------- | ----------------------- | --------------------------- | ------------------ | -------------------- | ------------------ | ----------------- | ----------------- | -------------------- |
| Grecia                  | 19   |                   | 3                   | 1                       | 4                           | 1                  |                      |                    | 7                 | 2                 | 1                    |
| Alemania                | 23   | 5                 |                     | 2                       |                             | 2                  | 4                    | 5                  | 1                 | 1                 | 3                    |
| Reino Unido             | 22   | 4                 | 2                   |                         | 2                           | 4                  | 1                    | 1                  |                   | 8                 |                      |
| Países Bajos            | 49   | 7                 | 4                   | 7                       |                             | 5                  | 8                    | 8                  | 3                 | 3                 | 4                    |
| Noruega                 | 30   | 1                 | 7                   |                         | 1                           |                    | 2                    | 3                  | 6                 | 4                 | 6                    |
| Dinamarca               | 34   |                   | 5                   | 5                       | 5                           | 6                  |                      | 4                  | 2                 | 5                 | 2                    |
| Irlanda                 | 31   | 6                 | 1                   | 6                       | 3                           | 3                  | 3                    |                    | 4                 |                   | 5                    |
| Suecia                  | 63   | 8                 | 6                   | 8                       | 6                           | 7                  | 6                    | 7                  |                   | 7                 | 8                    |
| Israel                  | 32   | 2                 |                     | 3                       | 8                           |                    | 5                    | 2                  | 5                 |                   | 7                    |
| Finlandia               | 57   | 3                 | 8                   | 4                       | 7                           | 8                  | 7                    | 6                  | 8                 | 6                 |                      |

Fuente: 

### Máximas puntuaciones
| N. | A            | De                             |
| -- | ------------ | ------------------------------ |
| 3  | Finlandia    | Alemania, Noruega, Suecia.     |
| 3  | Suecia       | Finlandia, Grecia, Reino Unido |
| 2  | Países Bajos | Dinamarca, Irlanda             |
| 1  | Israel       | Países Bajos                   |
| 1  | Reino Unido  | Israel                         |